# Jari Maisonlahti
Jari Maisonlahti (1967. október 7. –) finn nemzetközi labdarúgó-játékvezető.

## Pályafutása

### Nemzeti játékvezetés
Ellenőreinek, sportvezetőinek javaslatára lett az I. Liga játékvezetője. Az aktív nemzeti játékvezetést 2008-ban befejezte.

### Nemzetközi játékvezetés
A  Finn labdarúgó-szövetség Játékvezető Bizottsága (JB) terjesztette fel nemzetközi játékvezetőnek, a Nemzetközi Labdarúgó-szövetség (FIFA) 2001-től tartotta nyilván bírói keretében. Több nemzetek közötti válogatott és klubmérkőzést vezetett. Az aktív nemzetközi játékvezetéstől 2004-ben búcsúzott. Válogatott mérkőzéseinek száma: 2.

## Statisztika

### Nemzetközi válogatott mérkőzései
| #  | Dátum               | Helyszín             | Hazai      | Eredmény | Vendég       | Kiírás     | Gólok | Esemény |
| -- | ------------------- | -------------------- | ---------- | -------- | ------------ | ---------- | ----- | ------- |
| 1. | 2002. szeptember 7. | Reykjavík            | Izland     | 0 – 2    | Magyarország | barátságos | -     |         |
| 2. | 2004. június 6.     | Riga, Skonto stadion | Lettország | 2 – 2    | Azerbajdzsán | barátságos | -     |         |
|    | Összesen            |                      |            | 2        | mérkőzés     |            |       |         |